# NGC 4814
NGC 4814 (другие обозначения — UGC 8051, MCG 10-19-3, ZWG 294.3, ZWG 293.44, IRAS12532+5836, PGC 44025) — галактика в созвездии Большой Медведицы.
В 1987 году было проведено исследование вращения внутренних частей галактики. Излучение в линии H-альфа прослеживается до расстояния в 30 секунд дуги от центра, наблюдаемая кривая вращения воспроизводится моделью диска с экспоненциальным распределением массы с характерным радиусом 12—15 секунд дуги. Учитывая, что распределение светимости в диске также экспоненциальное с характерным радиусом 12,2 секунды дуги, можно считать, что в диске повсюду одинаковое отношение массы к светимости. NGC 4814 имеет хорошо заметную спиральную структуру правильной формы.
Этот объект входит в число перечисленных в оригинальной редакции «Нового общего каталога».